# P.C. Schøler
Peter Christian Schøler (13. juli 1803 i Hammel – 16. november 1867 i Vester Hassing Præstegård) var kobberstikker og opfinder, bror til Laurids og Vilhelm Schøler.
Først i en alder af 24 år fik han, der hidtil havde ernæret sig som huslærer i forskellige familier, lejlighed til at søge kunstnerisk uddannelse; han kom ind på Akademiet, malede under J.L. Lund og lagde sig samtidig efter kobberstikkerkunsten. Sit første stik, et landskab efter Jens Peter Møller, udstillede han i 1833; senere stak han forskellige billeder af de Vries, Jakob Ruisdael og flere. Mere opmærksomhed end ved sine kobberstik, der ikke hæver sig over det respektable, vakte han ved opfindelsen af en egen reproduktionsmåde, stylografien; for at bringe denne ud i livet fik han af regeringen ret betydelige understøttelser, så han endog en tid kunne holde en anstalt for stylografi i gang i Berlin, men interessen for opfindelsen tabte sig snart, da det viste sig, at de resultater, der ved den kunne opnås, ingenlunde var betydelige; særlig var og blev den streg, der fremkaldtes efter den schølerske metode, altid død og mere eller mindre uren. Schøler ægtede 1843 Henriette Florentine Schouw.
Han er begravet på Vester Hassing Kirkegård.